# Longgang (sockenhuvudort i Kina, Jiangxi Sheng, lat 26,11, long 116,26)
Longgang är en sockenhuvudort i Kina. Den ligger i provinsen Jiangxi, i den sydöstra delen av landet, omkring 290 kilometer söder om provinshuvudstaden Nanchang. Antalet invånare är 9 628. Befolkningen består av 4 734 kvinnor och 4 894 män. Barn under 15 år utgör 22,0 %, vuxna 15-64 år 68 %, och äldre över 65 år 9,0 %.
Runt Longgang är det ganska tätbefolkat, med 120 invånare per kvadratkilometer. Närmaste större samhälle är Pingshan, 12,4 km norr om Longgang. I omgivningarna runt Longgang växer i huvudsak blandskog.
Genomsnittlig årsnederbörd är 2 191 millimeter. Den regnigaste månaden är maj, med i genomsnitt 351 mm nederbörd, och den torraste är oktober, med 24 mm nederbörd.